# Martelaren van Arad

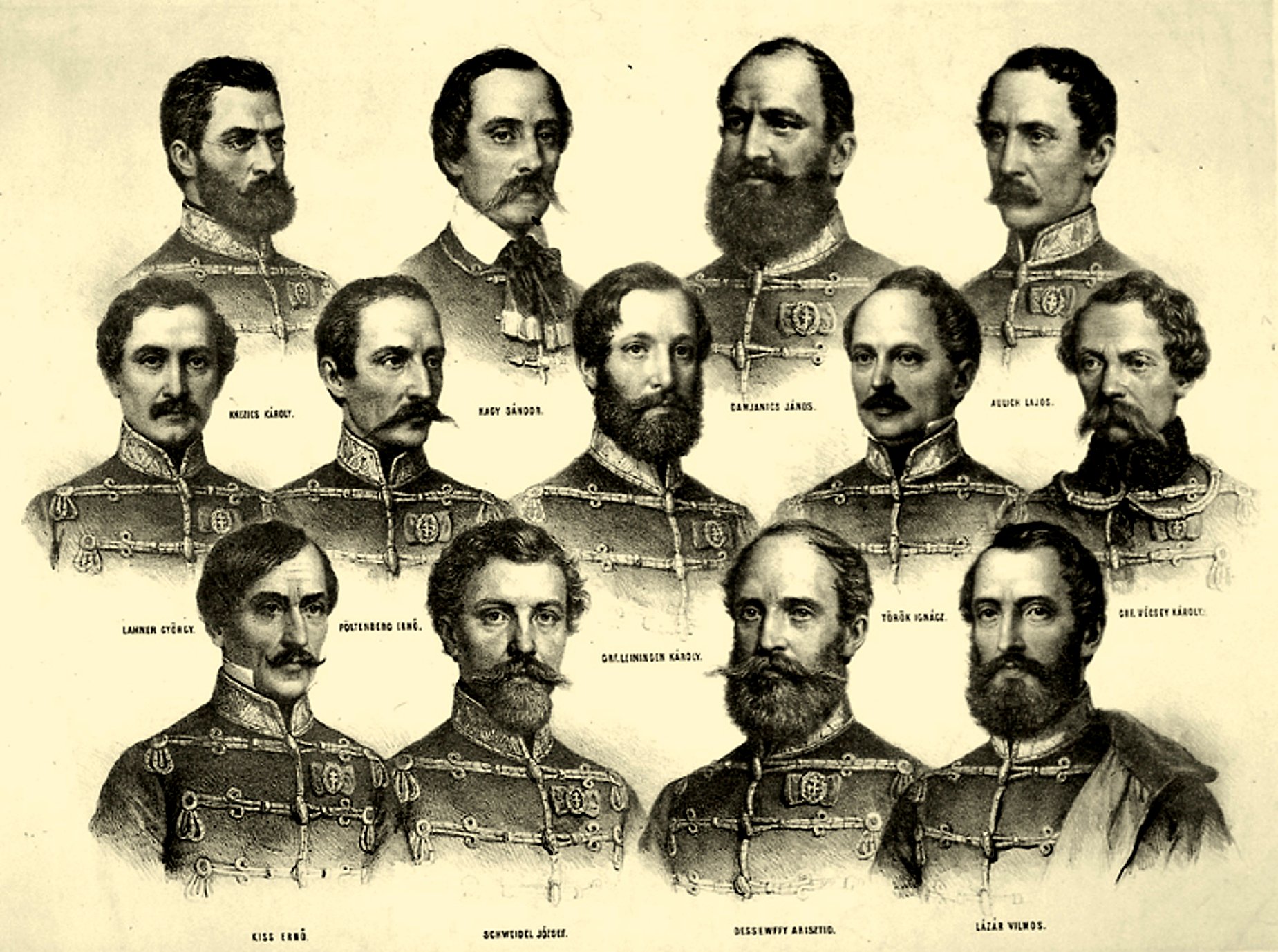
De dertien Martelaren van Arad

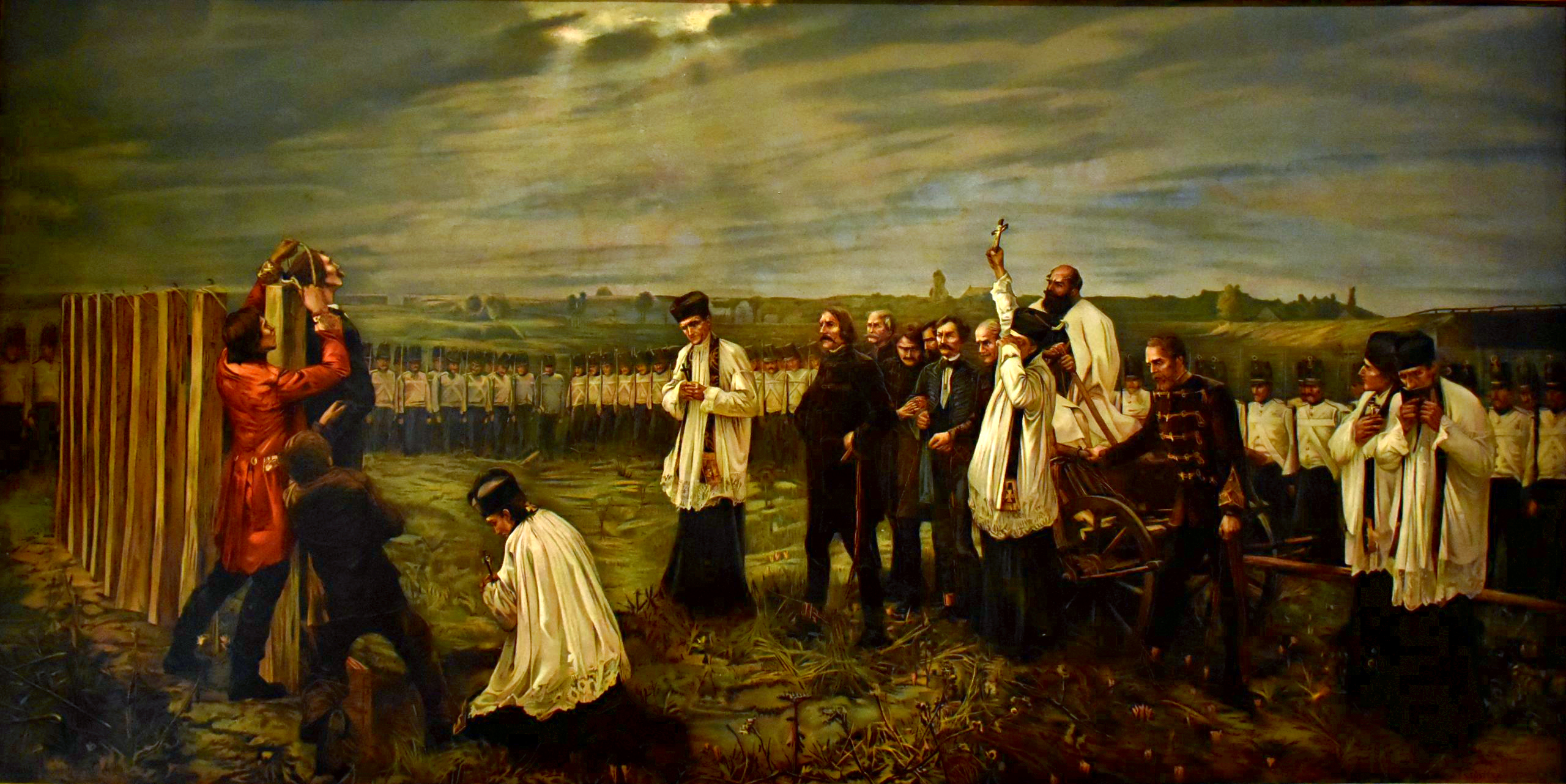
János Thorma: Martelaren van Arad

De dertien Martelaren van Arad waren Hongaarse rebellen, generaals van het Hongaarse leger, die geëxecuteerd werden op 6 oktober 1849 in de stad Arad gelegen in de Hongaarse provincie Transsylvanië (tegenwoordig een provincie van Roemenië). De executie lag in de nasleep van de Hongaarse Revolutie die beëindigd werd door het leger van het Keizerrijk Oostenrijk en het Keizerrijk Rusland die de Habsburgse overheersing over het gebied herstelde. De executie werd bevolen door de Oostenrijkse generaal Julius Freiherr von Haynau.

## Achtergrond
Op 15 maart 1848 brak de Hongaarse Revolutie uit. Lajos Kossuth verklaarde het land onafhankelijk op 19 april. In de maand mei bezetten de Hongaren bijna het gehele land, op Boeda na, dat ze na een strijd die drie weken duurde wel veroverden. De hoop op het ultieme succes werd tenietgedaan door een interventie van Rusland. Nadat hulp van andere Europese staten geweigerd, deed hij afstand van de macht op 11 augustus 1849 ten voordele van Artúr Görgey, een generaal waarvan Kossuth dacht dat hij de enige was die de natie kon redden. De generaal gaf zich over in Șiria (toen bekend onder de naam Világos, vandaar de overgave bij Világos) aan de Russen. Het leger werd overgeleverd aan de Oostenrijkers. Op aandringen van de Russen werd Görgey gespaard maar er werden wel represailles uitgevoerd op de rest van het leger.
De dertien Hongaarse generaals werden op 6 oktober 1849 geëxecuteerd, op dezelfde dag als graaf Lajos Batthyány (1806–1849), de eerste minister van het land.

## De generaals
1. Arisztid Dessewffy (1802–1849)
2. Ernő Kiss (1799–1849)
3. Ernő Poeltenberg (1814–1849)
4. György Lahner (1795–1849)
5. Ignác Török (1795–1849)
6. János Damjanich (1804–1849)
7. József Nagysándor (1804–1849)
8. József Schweidel (1796–1849)
9. Károly Knezić (1808–1849)
10. Károly Leiningen-Westerburg (1819–1849)
11. Károly Vécsey (1807–1849)
12. Lajos Aulich (1793–1849)
13. Vilmos Lázár (1815–1849)